# Naveta spațială 2.03
2.03 este numărul celei de-a cincea Navete Spațiale Buran a Uniunii Sovietice.
2.03 a fost construită în seria a doua de navete, cum arată și '2'-ul din numărul său. Construcția navetei 2.03 era în curs de desfășurare când întreg Programul Buran a fost abandonat, dezasamblarea începând la scurt timp după aceea, fără să mai rămână nimic din vehicul în 1995.
Imagini ale lui 2.03 nu există datorită vieții sale foarte scurte, dar înfățișarea sa este identică cu navetele din a doua serie și foarte asemănătoare cu cele din prima.
La fel ca naveta 2.02, lui 2.03 nu i-a fost dat nume.